# Finger (Tennessee)
Finger è un comune di circa 350 abitanti (anno 2000) della contea di McNairy, nello stato federato del Tennessee, negli Stati Uniti d'America.